# Samtökin '78
Samtökin '78 je islandská organizace, jejímž hlavním předmětem činnosti je boj za práva gayů, leseb, bisexuálů a translidí (LGBT). Svojí činnost zahájila v roce 1978.

## Činnost
Organizace se zabývá poskytováním psychologické, lékařské a právní pomoci osobám identifikujícím se jako LGBT v rámci Islandu. Zároveň působí jako člen spolku Reykjavik Pride, který v zemi od roku 1999 pořádá každoroční festival hrdosti sexuálních menšin v hlavním městě Reykjavíku.